# Caterina da Siena
Caterina di Jacopo di Benincasa, conosciuta come Caterina da Siena (Siena, 25 marzo 1347 – Roma, 29 aprile 1380), è stata una religiosa, teologa, filosofa e mistica italiana.
È stata proclamata santa da papa Pio II nel 1461 e dottore della Chiesa da papa Paolo VI nel 1970. È stata dichiarata patrona di Roma nel 1866 da papa Pio IX, patrona d'Italia insieme a san Francesco d'Assisi da papa Pio XII nel 1939 e compatrona d'Europa da papa Giovanni Paolo II nel 1999.

## Biografia
Caterina nacque a Siena, nel rione di Fontebranda, nella contrada dell'Oca, nel 1347, figlia del tintore di panni Jacopo di Benincasa e di sua moglie Lapa di Puccio di Piagente, ventitreesima di venticinque figli. Assieme a lei nacque una sorella gemella, battezzata con il nome di Giovanna, che morì a poche settimane di vita.
A differenza dei fratelli, fu lungamente allattata dalla madre, come testimoniano le opere di Raimondo da Capua, suo grande estimatore, assiduo frequentatore della madre di lei a seguito della sua morte. Fece voto di verginità a sei anni, quando iniziò ad avere visioni. 
Quando Caterina raggiunse l'età di dodici anni, i genitori iniziarono varie trattative per concludere un matrimonio vantaggioso per la figlia. Caterina, totalmente in disaccordo in quanto promessa a Dio, si scontrò con le aspettative dei genitori. A seguito di un dialogo con la sorella Bonaventura, Caterina sembrò accettare il suo destino, ma poi, a quindici anni, a seguito della morte della sorella di parto, dichiarò espressamente che si era votata al Signore e che non intendeva ritirare la parola data. Bisogna tuttavia tenere presente che, nel Medioevo, se una donna voleva consacrarsi a Dio con i voti religiosi, l'unica strada che poteva percorrere era quella di entrare in un monastero e versare a esso una dote; Caterina non aveva questa possibilità perché non possedeva una dote nei termini richiesti. Però non cedette, pur non sapendo come avrebbe realizzato il suo desiderio.
Parlando con un frate domenicano, Caterina si convinse definitivamente del suo destino di sposa di Dio e si tagliò i capelli: fu quindi isolata dalla sua stessa famiglia e costretta a lavorare. Tuttavia, un giorno il padre la sorprese in preghiera e, secondo la tradizione, a tale vista Jacopo si rese conto che l'atteggiamento della figlia non proveniva da umana leggerezza e dette ordine che nessuno più la ostacolasse nel suo desiderio.
Caterina scese così nel concreto pensando di entrare fra le Terziarie domenicane, che a Siena erano note con il nome di "mantellate" a causa del mantello nero che copriva la loro veste bianca. La giovane senese aveva da poco passato i sedici anni ed era quindi troppo giovane per garantire la perseveranza sotto la regola dell'Ordine, quindi monna Lapa, spinta dalle insistenze della figlia, si decise ad andare a parlare alla priora delle Sorelle della penitenza di San Domenico, ma ne ebbe un rifiuto perché esse non erano solite ammettere le vergini all'abito, bensì solo vedove o donne in età matura e di buona fama.
Caterina da Siena fu poco dopo colpita da una malattia: altissime febbri e penosissime pustole ne sfigurarono il volto, facendola sembrare più anziana e meno aggraziata di quello che era. Allora Caterina pregò la madre di recarsi nuovamente dalla priora per dirle che lei sarebbe morta se non l'avessero ammessa nella loro confraternita. La priora, a sentire quella accorata implorazione, mandò alcune consorelle anziane a sincerarsi della situazione e della costanza dei sentimenti di Caterina. Le suore furono impressionate dai lineamenti sfigurati dell'ammalata e dall'ardore del suo desiderio di ricevere l'abito domenicano e riferirono tutto fedelmente. L'ammissione di Caterina fu accettata a pieni voti. La buona notizia fu accolta con lacrime di gioia dall'ammalata e ciò contribuì a farla guarire dalla malattia e nell'anno 1363 (il suo sedicesimo anno di vita), nella basilica di San Domenico, le fu dato l'abito dell'Ordine.
Entrata a fare parte delle Mantellate, Caterina non aveva esperienza di preghiere, adunanze e pratiche penitenziali. Ma era soprattutto la preghiera comune la cosa più difficile per lei. Infatti le preghiere erano per lo più in latino, come la Messa, ma Caterina, salvo il Paternoster e l'Ave, non sapeva né capiva altro. Non sapendo né leggere né scrivere, chiese a una consorella più istruita di insegnarle quel tanto che bastava, ma non ne ricavò nulla. Per tre anni si isolò dalle altre suore.

### Beneficenza

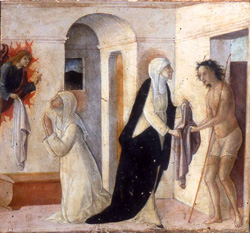
Pietro di Francesco degli Orioli, Caterina dona la veste al povero - Cristo in visione mostra a Caterina la veste ornata di pietre preziose, secolo XV, Siena, Pinacoteca nazionale

Caterina da Siena riteneva che assistere gli ammalati e i poveri, che impersonavano Cristo sofferente, fosse il modo per trovare il Signore. Sono ricordati diversi episodi di carità verso i poveri (come i vestiti dati ai più bisognosi o un mantello donato a un povero pellegrino) e verso gli infermi (come Cecca la lebbrosa, che lei assistette e curò con amore, anche se si narra che la sua assistenza venne ricambiata con percosse e insulti). Caterina fu attiva soprattutto presso l'ospedale di Santa Maria della Scala, che accoglieva moltissimi pazienti affidati alle modeste cure mediche del tempo e alla pietosa assistenza dei parenti e di qualche volontario. C'erano anche malati che nessuno assisteva, o perché non avevano parenti, o perché erano afflitti da malattie contagiose: Caterina si dedicò ad assistere in particolare quest'ultimo tipo di ammalati. Questa sua attività durò per mesi, specialmente in tempo di epidemie, allora molto frequenti e micidiali; il suo esempio cominciò a essere imitato da altre Mantellate della sua fraternità.
Nelle testimonianze prodotte da frate Tommaso Caffarini - confidente di santa Caterina da Siena e incaricato della raccolta documentale per il processo di canonizzazione della stessa, aperto nel 1411 - emerge l'abnegazione con cui la santa si dedicava ai malati: una consorella di nome Andrea - che l'aveva anche ingiustamente calunniata di colloqui impudichi - si ammalò e le venne sul petto una piaga cancrenosa e purulenta che nessun'altra suora si sentì di curare, visto anche il pericolo di contagio e il fetore insopportabile che emanava la ferita; solo Caterina da Siena si prese premurosamente cura di suor Andrea e, quando un giorno la piaga produsse una quantità ancor maggiore di pus, la santa - per punirsi del ribrezzo provato nell'assistere l'inferma in tale frangente - dopo avere raccolto tutto questo pus in una scodella ed essersi fatta il segno della croce, lo bevve fino in fondo e, come lei stessa riferì poi a frate Tommaso Caffarini, sentì di non avere mai bevuto a sua memoria un'altra bevanda tanto dolce. Caterina da Siena avrebbe poi anche contribuito alla pacificazione di famiglie senesi rivali coinvolte in faide.

### La "Bella Brigata"
Nell'ottobre del 1370 i fratelli della santa si trasferirono a Firenze e, dopo alcuni mesi di residenza, chiesero di ottenere la cittadinanza fiorentina. In pratica la famiglia di Jacopo e Lapa si sfaldò, ma Lapa decise di restare con Caterina.
Da allora Caterina iniziò a essere accompagnata dalla “Bella brigata”, un gruppo di uomini e donne che la seguivano, la sorvegliavano nelle sue lunghe estasi, l'aiutavano in ogni modo nelle attività caritative e anche nella corrispondenza che gente di ogni parte intratteneva con lei. Intanto, dopo l'anno di prova, Caterina prese i voti fra le Mantellate.

### Corrispondenza

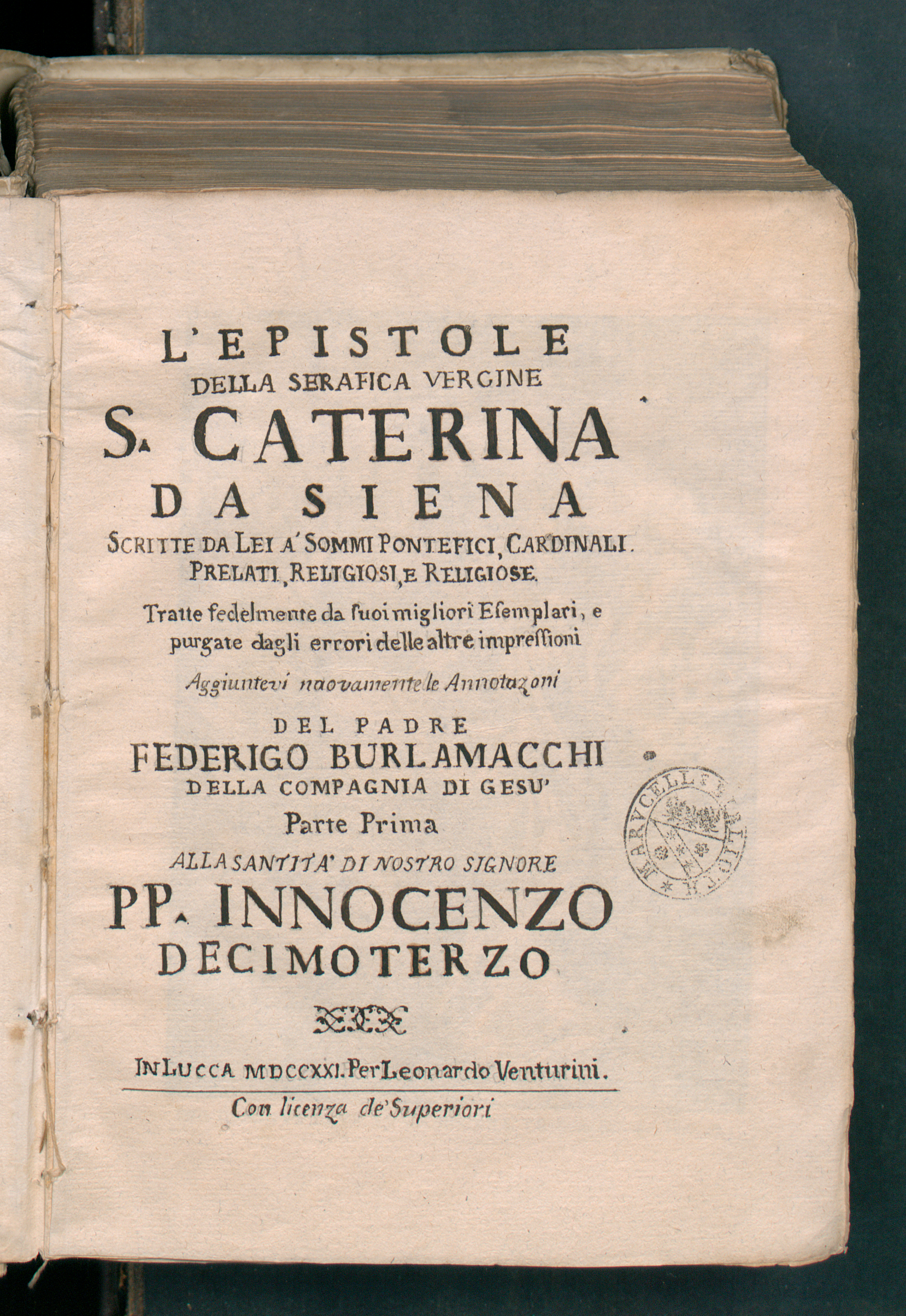
L'epistole della serafica vergine S. Caterina da Siena, 1721

Caterina da Siena iniziò un'attività di corrispondenza, avvalendosi di membri della brigata a cui dettava le sue lettere. Ne scrisse circa 300, durante gli ultimi dieci anni (1370-1380) della sua vita. Questo ricco epistolario affrontava problemi e temi sia di vita religiosa che di vita sociale di ogni classe, e anche problemi morali e politici che interessavano tutta la Chiesa, l'impero, i regni e gli Stati dell'Europa trecentesca. Caterina scrisse anche a personalità importanti dell'epoca. Su questi interessi qualcuno esprimeva giudizi critici, per questo Caterina dovette presentarsi al Capitolo dell'Ordine Domenicano, che si tenne a Firenze nel 1374.
C'era chi accusava Caterina di tendenza a un protagonismo fuori degli schemi tradizionali, che non competevano certo a una donna, per di più popolana e non colta. Al Capitolo non fu trovata in Caterina nessuna colpa ma, riconoscendo la singolarità del suo caso, i Padri preferirono prendere una decisione eccezionale: le assegnarono un confessore personale, il quale fosse sua guida e garante del suo spirito domenicano; a questo compito fu assegnato fra Raimondo da Capua.

### Dalle rive del Rodano a quelle del Tevere

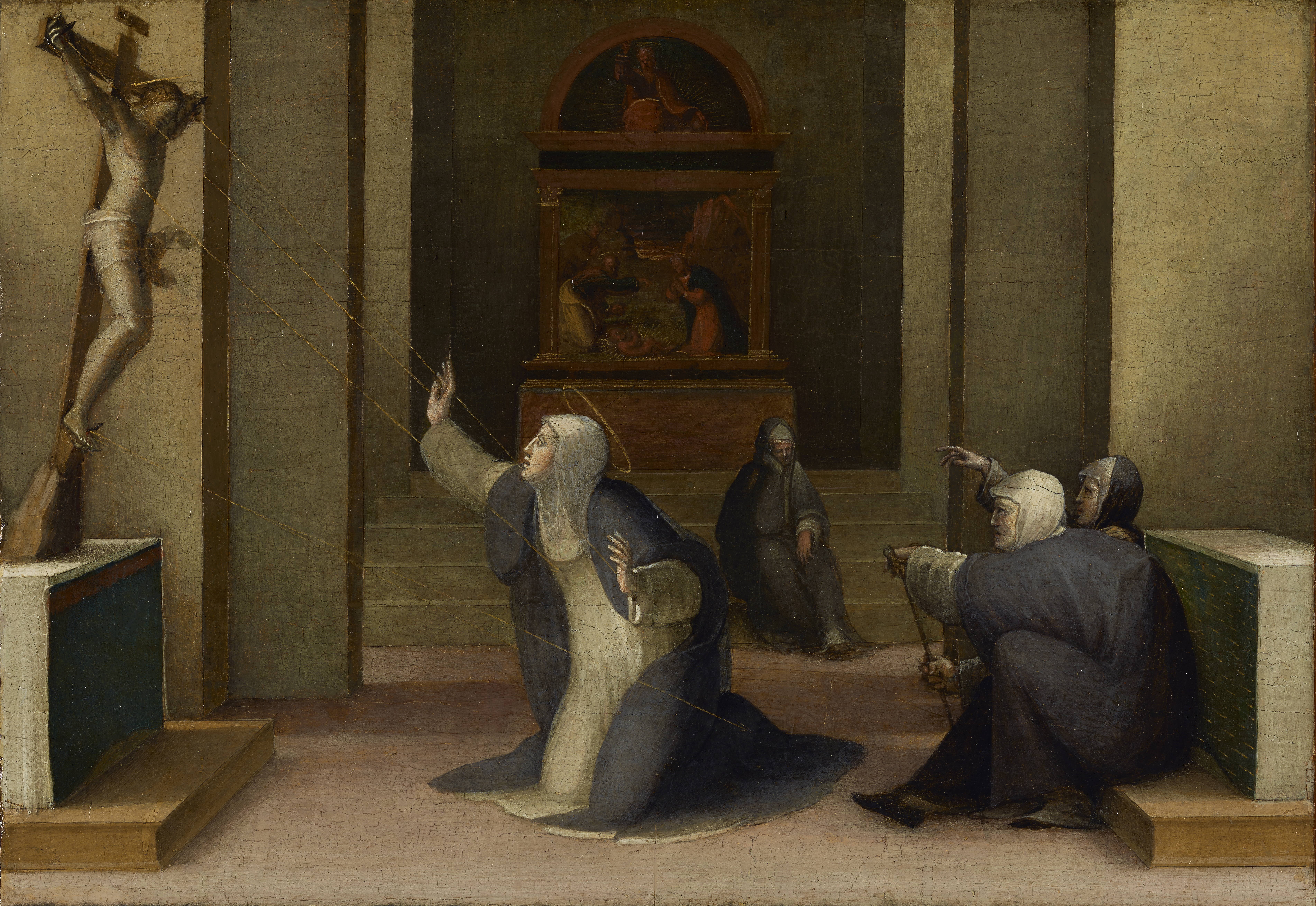
Domenico Beccafumi, Santa Caterina riceve le stimmate

Rientrata a Siena da Firenze, Caterina fu impegnata ad assistere gli ammalati, colpiti da una delle frequenti epidemie di quel tempo. Intanto due dei suoi precedenti discepoli e confessori, trasferiti a Pisa, diffusero in quella città la sua fama tanto che Piero Gambacorti, il signore di quella città, invitò Caterina a Pisa. Caterina accettò quell'invito e vi si recò nei primi mesi del 1375. Secondo la tradizione qui, nella domenica delle Palme, nella chiesa di Santa Cristina, davanti a un crocifisso oggi nel santuario Cateriniano, Caterina ricevette le stigmate, che però su richiesta della santa rimasero a tutti invisibili. 

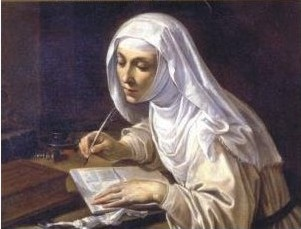
Rutilio Manetti, Santa Caterina da Siena, 1630

Incomincia agli inizi del 1376 la corrispondenza con il papa Gregorio XI, da lei definito il "dolce Cristo in terra". In un anno furono ben dieci le missive da lei dirette al pontefice. In esse vengono toccati tutti i temi riguardanti la riforma della Chiesa, a cominciare dai suoi pastori, insistendo sul ritorno del papa alla sua sede propria che è Roma.
Nel 1375 la repubblica di Firenze, che era in conflitto con la Santa Sede per avere aderito a una politica antipapale e per questo era stata colpita da interdetto, si trovava in forti difficoltà economiche. Caterina da Siena fu incaricata di fare da mediatrice di pace e di perdono e inviò, perché la precedessero con una sua lettera, il suo confessore e altri due frati. Non le bastò però questa missiva e così Caterina, da Firenze, si mise in cammino verso la Francia.
Il 18 giugno 1376 Caterina giunse ad Avignone, dove l'attendevano fra' Raimondo con i suoi compagni. La religiosa fu ricevuta dal papa. Per quanto riguarda l'ambasceria per la città di Firenze il comportamento dei messi mandati dal Governo della città toscana rese vana la mediazione di Caterina. Il 13 settembre Gregorio XI varcò il ponte sul Rodano e lasciò Avignone diretto a Roma. Una volta arrivato a Marsiglia il pontefice proseguì il viaggio per nave, facendo scalo a Genova. Lì fu messo in crisi dalla notizia dei disordini scoppiati a Roma e delle disfatte delle truppe pontificie per opera dei fiorentini. La maggioranza dei cardinali insisteva per tornare indietro. In questo clima di incertezza si narra che fu Caterina a rassicurare il papa che la volontà divina lo chiamava a Roma e che Cristo lo avrebbe protetto, facendogli riprendere il viaggio. Gregorio non sopravvisse molto al ritorno, morendo il 27 marzo 1378.
Gravi problemi sorsero quando fu eletto il successore del papa Gregorio XI. Uno scisma era scoppiato nella Chiesa a causa della rivolta di alcuni cardinali, in gran parte stranieri, che avevano dichiarata invalida l'elezione di Urbano VI. Il 20 settembre del 1378 elessero a Fondi un antipapa, che prese il nome di Clemente VII, il quale fu poi costretto a fuggire ad Avignone con i cardinali che lo avevano eletto. Caterina si schierò a favore di Urbano VI.

### Ultime settimane di vita e morte
Secondo la tradizione, durante gli ultimi giorni della sua vita ci furono continue visite dei figli spirituali e a ciascuno di essi, dopo le comuni raccomandazioni, lei comunicava ciò che dovevano fare successivamente nella vita. La mattina della domenica dopo l'Ascensione, il 29 aprile 1380, prima dell'alba, fu notato in lei un grande mutamento, che fece pensare all'avvicinarsi della sua ultima ora. Il suo respiro diventò così fievole che fu deciso di darle l'Unzione degli infermi. Durante le sue ultime ore più volte chiamò "Sangue! Sangue!". E infine disse: "Padre, nelle tue mani raccomando l'anima e lo spirito mio". Spirò quella domenica 29 aprile del 1380, poco prima di mezzogiorno.

### Misticismo

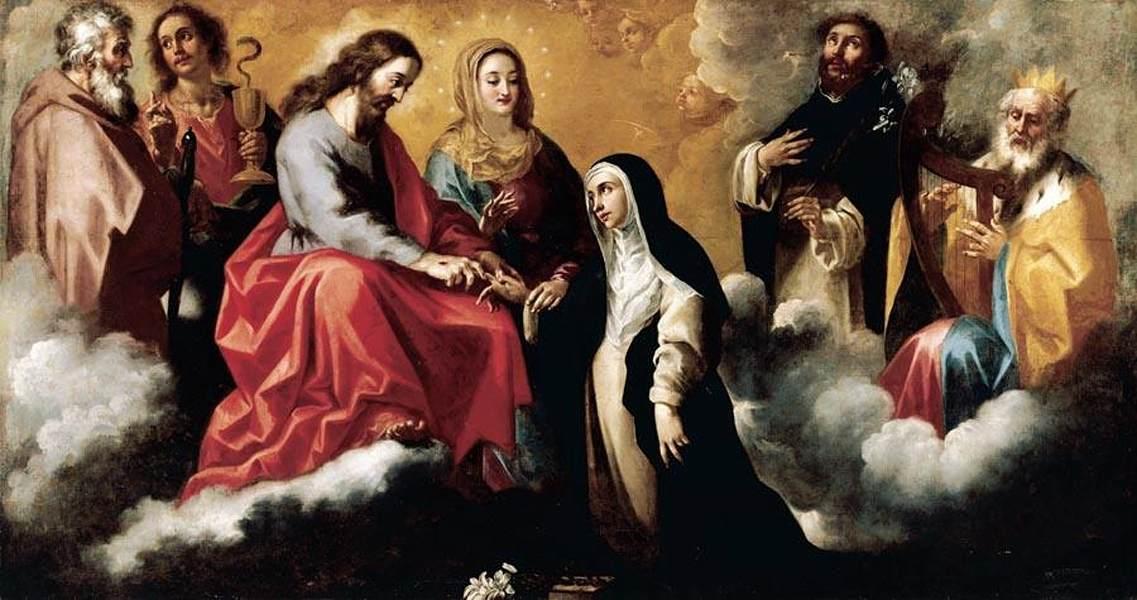
Clemente de Torres, Matrimonio mistico di santa Caterina

Caterina fu oggetto di fenomeni mistici caratterizzati anche da visioni. Secondo i racconti del suo confessore, già all'età di sei anni ella si sarebbe rifugiata in un eremo per soddisfare il suo desiderio di consacrarsi. Durante una notte di carnevale del 1367 le apparve Cristo accompagnato dalla Vergine e da una folla di santi, e le donò un anello visibile solo a lei, sposandola misticamente. Dopo essere stata accolta dalle Mantellate, frequenti furono le sue estasi presso la chiesa del convento dedicata a san Domenico. Qui stava ritirata in preghiera e qui aveva frequenti colloqui familiari con Gesù Cristo, suo mistico sposo. Sono annoverate frequenti estasi da lei avute mentre rimaneva appoggiata a un pilastro ottagonale della chiesa. Qui dette le sue vesti a Gesù sotto forma di povero, che poi la rivestì di vesti che non le fecero più sentire il freddo. Qui le apparve Gesù circondato da luce che le aprì il petto e le porse il suo cuore, dicendo: "Ecco carissima figlia mia, siccome io l'altro giorno ti tolsi il tuo cuore, così ora ti do il mio per il quale tu sempre vivi".

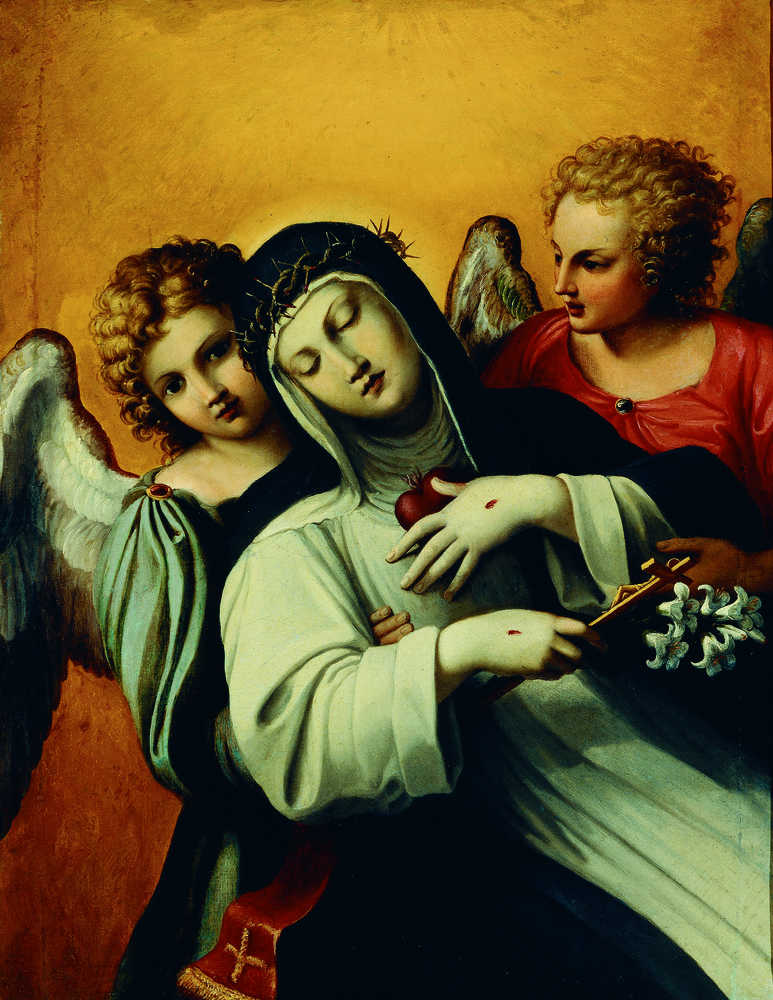
Agostino Carracci, Estasi di santa Caterina da Siena, Galleria Borghese, Roma

Nel Trattato della Divina Provvidenza vengono da lei stessa descritti alcuni di tali episodi mistici, tra i quali rende per esempio ciò che Dio le avrebbe rivelato circa il mistero trinitario e l'incarnazione del Figlio:
La sua orazione allo Spirito Santo è considerata una delle vette della spiritualità cristiana:
Nell'aprile 1375 Caterina ricevette le stigmate nella chiesa di Santa Cristina a Pisa, stimmate che solo lei poteva vedere ma che furono rese visibili poco prima della sua morte.

## Opere

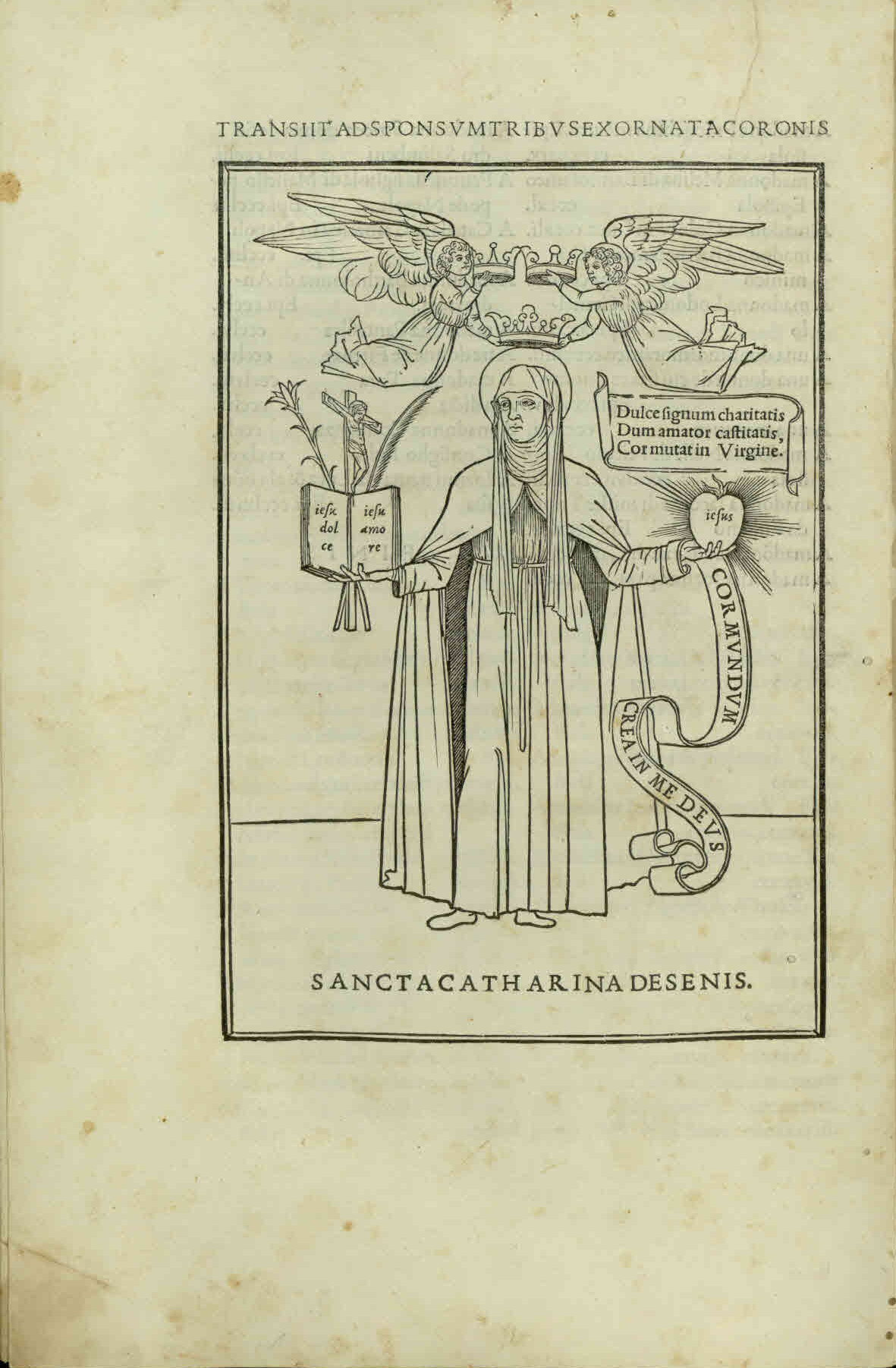
Xilografia rappresentante Caterina sul frontespizio dell'edizione aldina delle Lettere (1500)

Caterina ha lasciato un epistolario di 386 lettere, una raccolta di 26 preghiere e il Dialogo della Divina Provvidenza. Molte delle opere di Caterina sono state dettate, anche se Caterina era capace di scrivere e scrisse alcune lettere di suo pugno.

### LeLettere
Alla morte di Caterina i suoi discepoli raccolsero le sue lettere. Il teologo Tommaso Caffarini, incaricato delle trattative per la canonizzazione di Caterina, fu autore della raccolta considerata ufficiale. Le Lettere riscossero fin da subito un enorme successo. L'editio princeps, curata da Bartolomeo Alzano, fu data alle stampe da Aldo Manuzio a Venezia nel 1500. La raccolta, comprendente 353 lettere, fu più volte ristampata nel corso del '500. Nell'edizione del 1860 Niccolò Tommaseo tentò di restituire alle Lettere l'ordine cronologico e le corredò di un apparato di note molto apprezzato dagli studiosi sia dal punto di vista storico che sotto il profilo linguistico-letterario.

### LeOrazioni
Le Orazioni di Caterina furono raccolte dai suoi discepoli negli ultimi tempi della sua vita. Si tratta di un'antologia delle molte preghiere che Caterina pronunciò nel corso delle sue estasi, messe per iscritto dai suoi discepoli presenti. Furono pubblicate in appendice alle lettere nell'edizione aldina del 1500, e nelle edizioni del Dialogo, di Girolamo Gigli e di Innocenzo Taurisano. Gigli raccolse ed emendò le Orazioni servendosi di un manoscritto di Tommaso Buonconti da Pisa, discepolo della santa.

### IlDialogo della Divina Provvidenza
Caterina dettò il Dialogo della Divina Provvidenza (noto anche come Libro della Divina Dottrina) in volgare ai suoi discepoli Neri Pagliaresi, Stefano Maconi e Barduccio Canigiani nell'autunno del 1378. L'opera fu terminata il 13 ottobre di quell'anno. Caterina considerava il Dialogo il suo testamento spirituale: il Dialogo viene oggi considerato uno dei capolavori della letteratura mistica medievale e della prosa italiana del XIV secolo. Cristofano di Gano Guidini, Stefano Maconi e Raimondo da Capua lo tradussero dal volgare in latino. L'editio princeps in italiano del Dialogo fu pubblicata a Bologna nel 1472 dal tipografo Baldassare Azzoguidi. Il Dialogo fu uno dei primi libri a stampa pubblicati in Italia, accanto ai grandi classici dell'antichità e fu ristampato molte volte negli anni successivi. Ne furono realizzate anche traduzioni in francese (la prima pubblicata a Parigi nel 1580), inglese (Londra, 1519), tedesco (Bamberga, 1761) e spagnolo (Avila, 1925).

## Culto

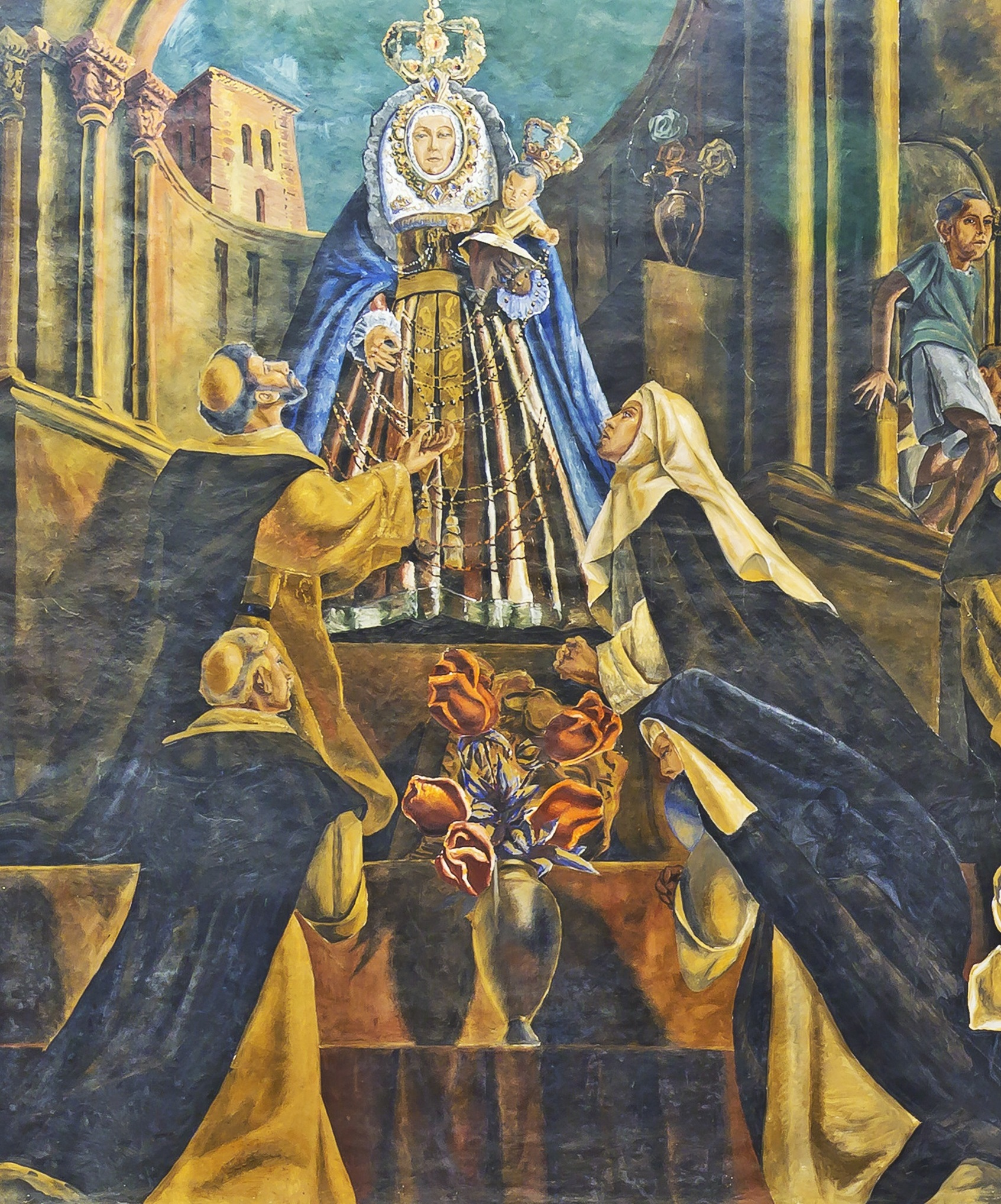
Vergine che dona il rosario a San Domenico di Guzmán. Nella scena compaiono anche Fray Pedro de Santa María Ulloa, santa Caterina da Siena e suor María de León Bello y Delgado.(affresco della Chiesa di Santo Domingo de Guzmán a San Cristóbal de La Laguna, Tenerife, Spagna).

Caterina da Siena fu canonizzata dal papa senese Pio II nel 1461. Nel 1866 il papa Pio IX la volle annoverare fra i compatroni di Roma.

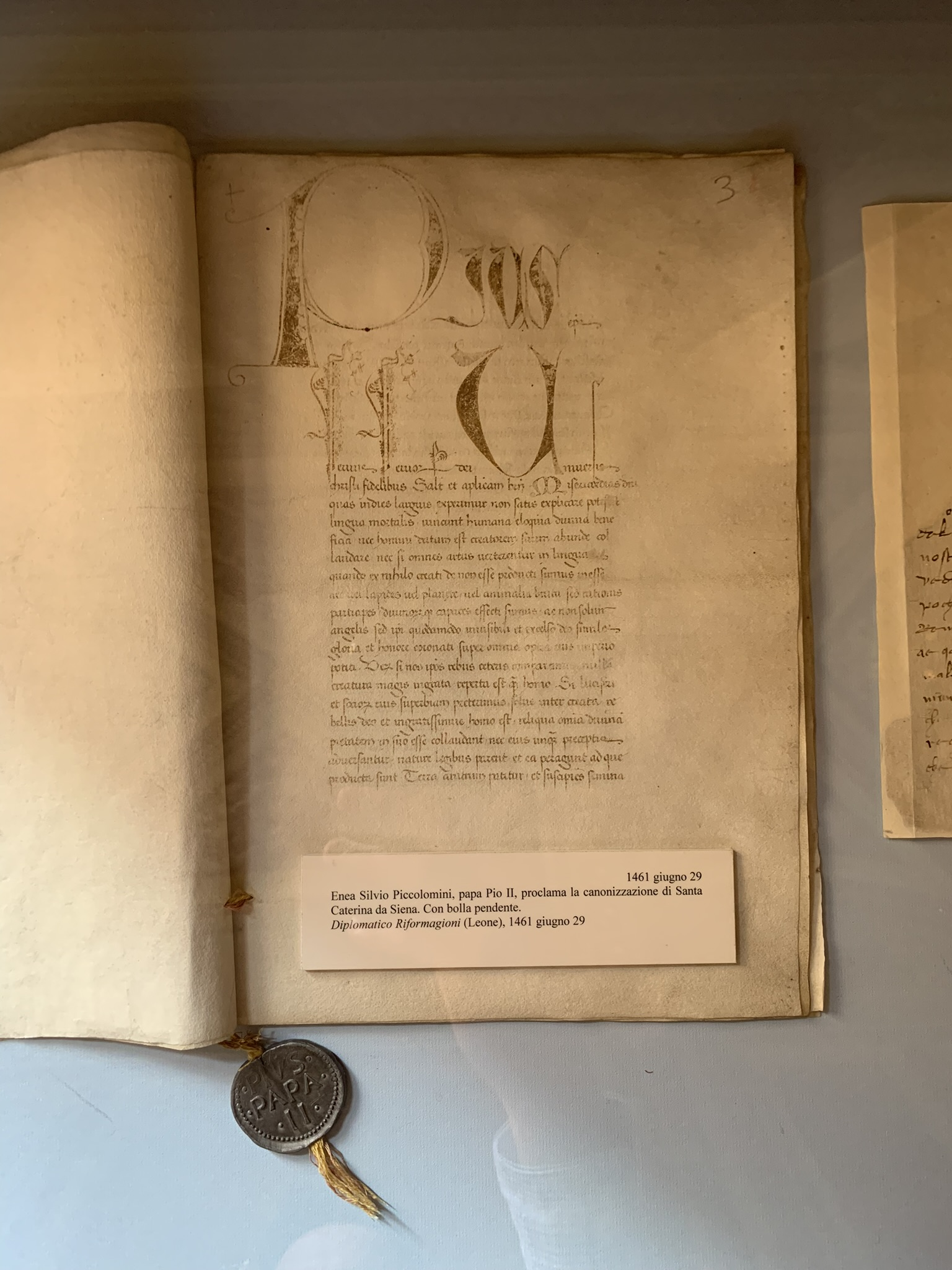
Papa Pio II (al secolo Enea Silvio Piccolonimi) proclama la canonizzazione di Santa Caterina da Siena. Con bolla pendente. Diplomatico Riformagioni (Leone), 1461 giugno 29

Paolo VI ha proclamato santa Caterina dottore della Chiesa il 4 ottobre 1970. Seconda donna a ricevere tale titolo nella storia della Chiesa dopo Teresa d'Avila, l'omelia affermò che:
Noi certamente non troveremo negli scritti della Santa, cioè nelle sue Lettere, conservate in numero assai cospicuo, nel Dialogo della Divina Provvidenza ovvero Libro della Divina Dottrina e nelle «orationes», il vigore apologetico e gli ardimenti teologici che distinguono le opere dei grandi luminari della Chiesa antica, sia in Oriente che in Occidente; né possiamo pretendere dalla non colta vergine di Fontebranda le alte speculazioni, proprie della teologia sistematica, che hanno reso immortali i Dottori del medioevo scolastico. E se è vero che nei suoi scritti si riflette, e in misura sorprendente, la teologia dell'Angelico Dottore, essa vi compare però spoglia di ogni rivestimento scientifico. Ciò invece che più colpisce nella Santa è la sapienza infusa, cioè la lucida, profonda e inebriante assimilazione delle verità divine e dei misteri della fede, contenuti nei Libri Sacri dell'Antico e del Nuovo Testamento: una assimilazione, favorita, sì, da doti naturali singolarissime, ma evidentemente prodigiosa, dovuta a un carisma di sapienza dello Spirito Santo, un carisma mistico.»
(Paolo VI, Omelia per la proclamazione di santa Caterina da Siena a Dottore della Chiesa, 3 ottobre 1970)
Devota del Preziosissimo Sangue di Gesù, la "non colta vergine di Fontebranda" ricevette in dono dallo Spirito Santo Dio "le sacre stigmate", il "mistico sposalizio", la "sapienza infusa". Identificò la Chiesa con il Suo corpo mistico e il pontefice con il Vicario di Cristo in terra, a cui, in quanto tale, erano dovuti ossequio e obbedienza.
Richiamò vigorosamente il clero a un forte impegno pastorale per arginare la dispersione dei fedeli, il Pontefice al suo ritorno nella Santa Sede legittima, a Siena per la pacificazione locale. Il suo impegno politico ebbe il fine «di sconfiggere il dimonio e toglierli la signoria che egli ha presa dello uomo per lo peccato mortale, e trargli l'odio del cuore, e pacificarlo con Cristo Crocifisso e con il prossimo suo» (Lettera 122).
La santa è anche raffigurata insieme a san Domenico nelle Madonne del Rosario, compresa quella Beata Vergine di Pompei.

### Reliquie

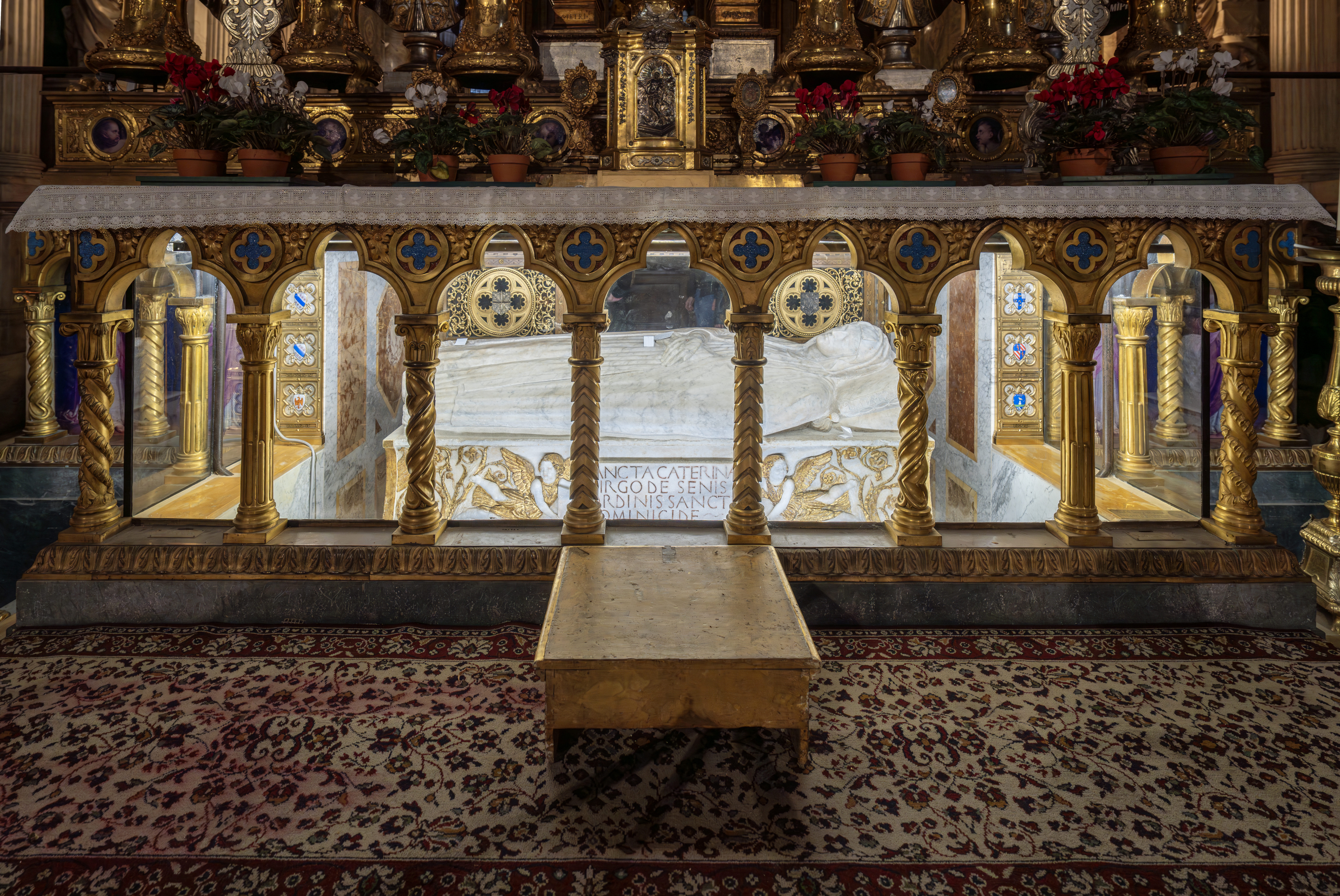
Tomba di santa Caterina nella basilica di Santa Maria sopra Minerva a Roma

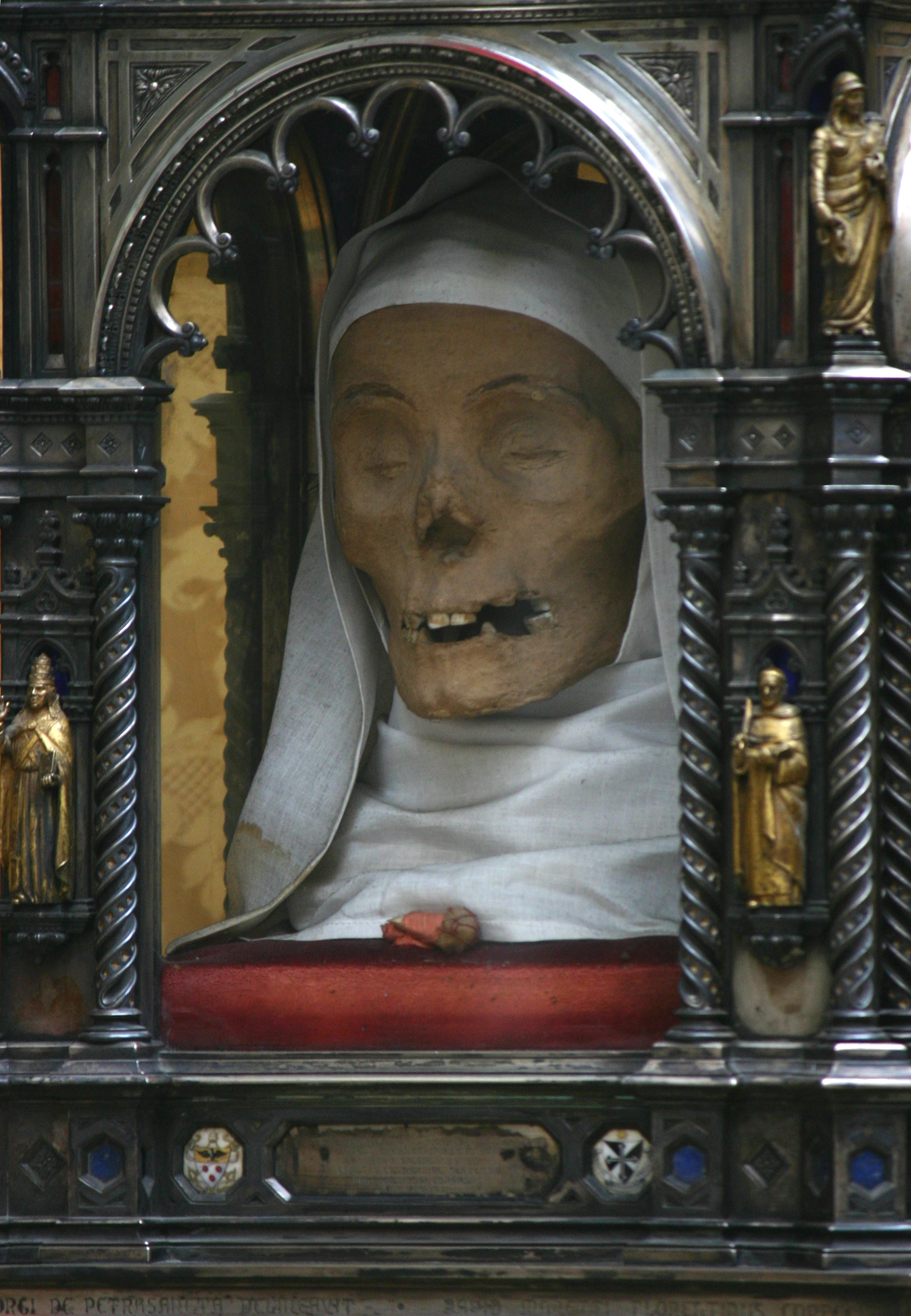
Reliquia della testa di santa Caterina a Siena

Numerose sono oggi le reliquie attribuite a Caterina. Ella fu sepolta a Roma, nel cimitero di Santa Maria sopra Minerva: il corpo è ancora conservato in tale basilica. Ma l'anno successivo, nel 1381, il suo cranio fu portato come reliquia a Siena, e nel 1385 fu oggetto di culto solenne e portato in processione nella basilica di San Domenico, dove tuttora è conservato. Nella stessa basilica è conservato un dito di Caterina: con tale reliquia viene impartita la benedizione all'Italia e alle Forze Armate nel pomeriggio della domenica in cui si tengono le Feste internazionali in onore della santa.
Il piede sinistro è invece conservato a Venezia (nella chiesa dei Santi Giovanni e Paolo). Nel Duomo di Siena era presente una costola: essa però fu donata al santuario di Santa Caterina ad Astenet in Belgio, costruito nel 1985 per volontà dei devoti di quel paese. Infine una scaglia di una scapola di Caterina si trova nel santuario di Caterina a Siena.
La mano sinistra della santa, che porta il segno delle stigmate, è custodita nel monastero del Santo Rosario di Monte Mario a Roma. Fu asportata dal corpo durante l'apertura dell'urna nel 1487. A staccare questa parte del corpo della santa fu fra' Gioacchino Torriani O.P., maestro generale dell'Ordine dei predicatori, che ne fece dono alle monache domenicane della Congregazione di San Domenico e San Sisto, che risiedevano dove oggi risiedono le monache del Santo Rosario a Monte Mario a Roma. Di questa asportazione si ha notizia della cronaca del convento.

### Miracoli riconosciuti
Uno dei miracoli riconosciuti dalla Chiesa Cattolica risale all'ottobre del 1376, quando, in ritorno dalla corte papale di Avignone, passò a Varazze (località del savonese), curiosa di conoscere i luoghi che avevano dato i natali al beato Jacopo da Varazze.
Caterina ebbe però una spiacevole sorpresa: la cittadina si presentava malridotta e abbandonata a causa della peste che aveva decimato la popolazione. Caterina pregò intensamente per gli abitanti di Varazze affinché finisse il loro dolore e i cittadini furono liberati dal flagello. In cambio del prodigio la santa chiese ai varazzini di onorare il loro illustre concittadino, dedicando una cappella a suo nome e alla Santissima Trinità. In ricordo di quell'episodio miracoloso Varazze eresse la santa di Siena a propria patrona dedicandole ogni anno, il 30 aprile, una processione.

### Patronati
Santa Caterina è stata proclamata patrona d'Italia nel 1939 da Pio XII (insieme a san Francesco d'Assisi) e compatrona d'Europa da Giovanni Paolo II il 1º ottobre 1999.
La santa senese è anche patrona nella città di Siena della contrada del Drago e della contrada dell'Oca e inoltre di:
- Cengio (SV)
- Poggio San Vicino (MC)
- Varazze (SV)
- Diocesi di Gamboma

Infine l'arcidiocesi Ordinariato Militare per l'Italia riconosce santa Caterina come patrona del Corpo delle infermiere volontarie della Croce Rossa italiana e dell'associazione Patronato per l'Assistenza Spirituale Forze Armate - P.A.S.F.A., entrambi enti operanti nel contesto dell'ordinamento militare. Viene presa a modello dall'Associazione Guide Italiane (e quindi poi da AGESCI) e venerata come patrona non ufficiale delle scolte.

## Iconografia
Santa Caterina da Siena viene raffigurata con la veste bianca mantata di nero dell'ordine domenicano, il giglio, la corona di spine e le stimmate, un libro; spesso è accompagnata da altri santi Domenicani come Domenico di Guzman. Talvolta è raffigurata nel momento del matrimonio mistico con Gesù, in analogia con l'iconografia di santa Caterina d'Alessandria (che tuttavia è ben distinguibile per l'abito) o con un cuore in mano, altre volte mentre bacia le ferite di Cristo.

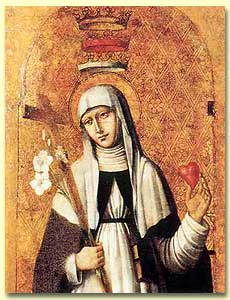
XIV-XV secolo
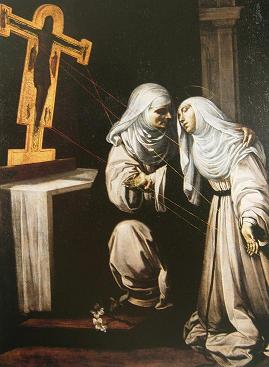
XVI-XVII secolo, Santa Caterina da Siena, Rutilio Manetti
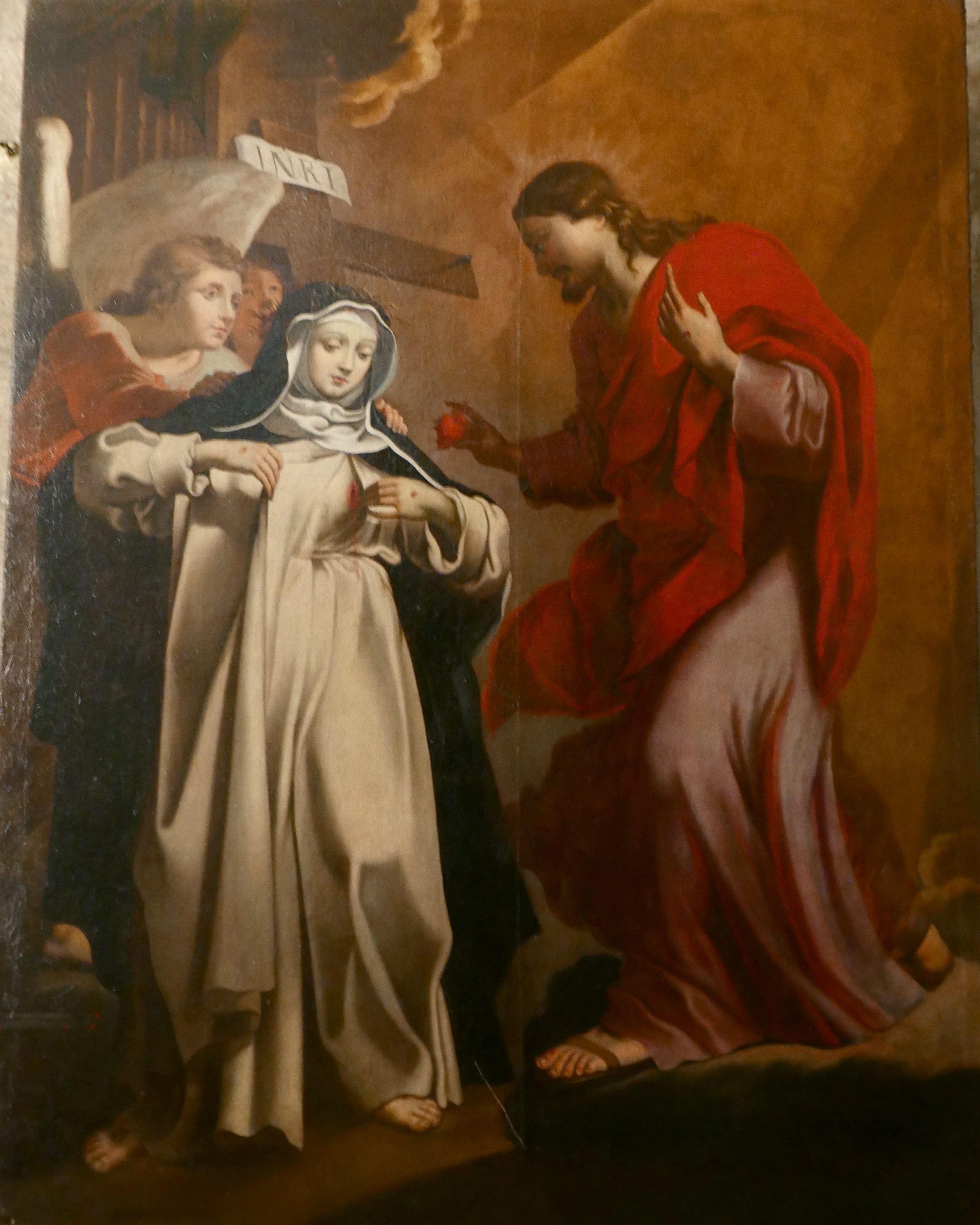
Scambio di cuori tra Cristo e santa Caterina da Siena, 1646
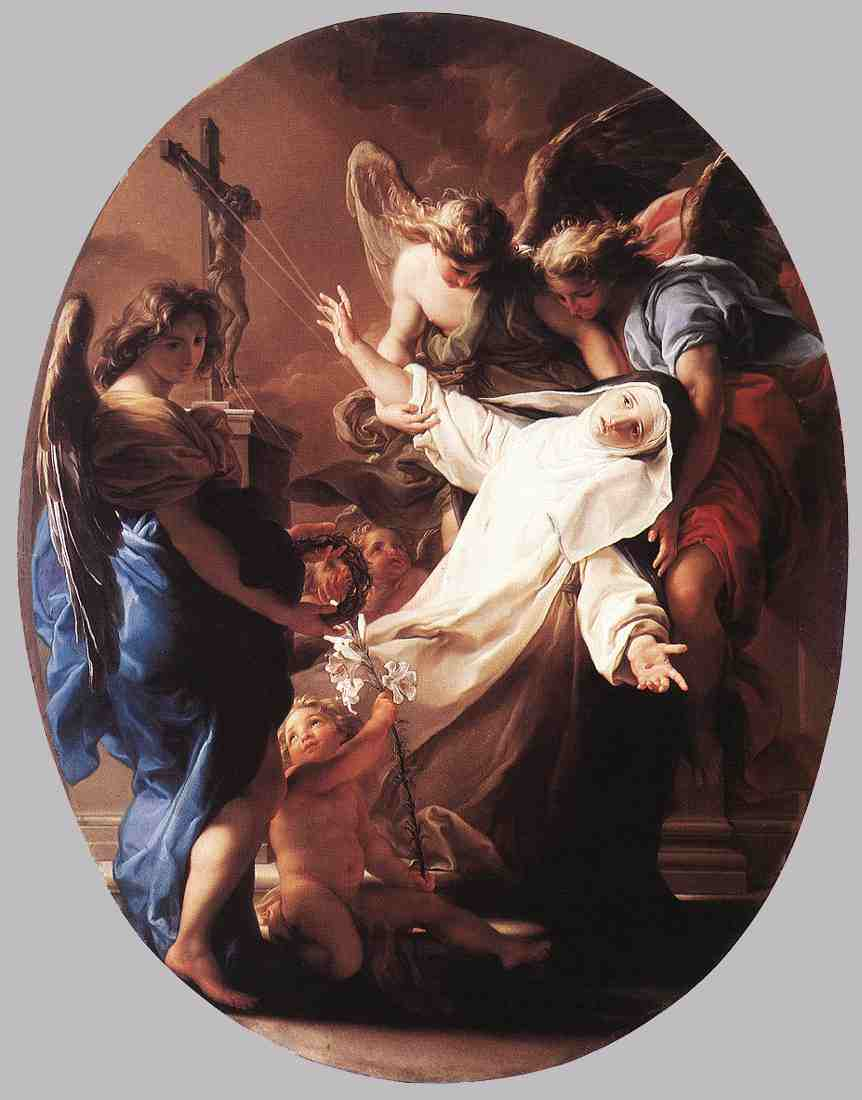
Estasi di santa Caterina da Siena, 1743, Pompeo Batoni
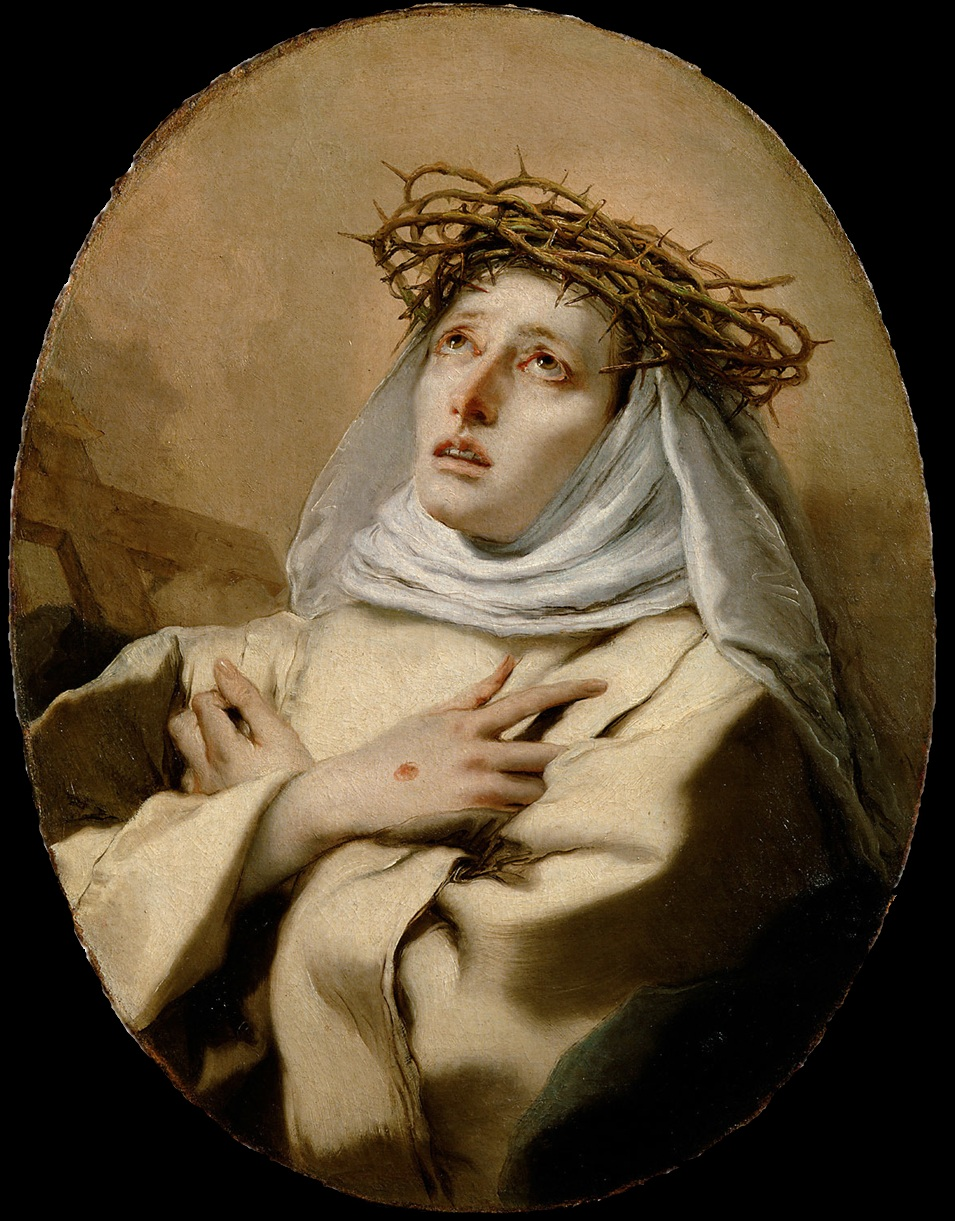
Santa Caterina da Siena, 1746 circa, Giovanni Battista Tiepolo

## Bibliografia

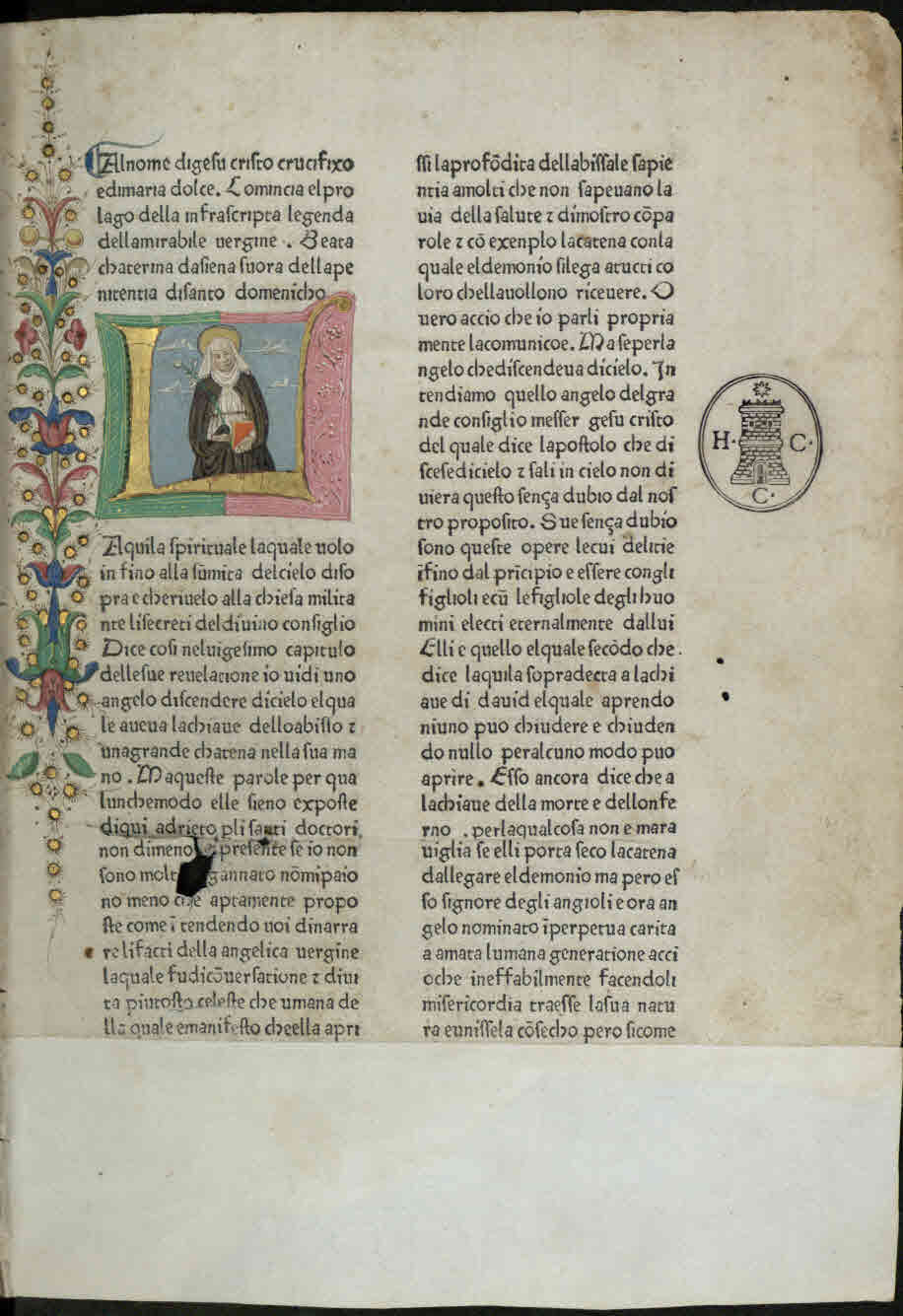
Raimondo da Capua, Legenda maior sanctae Catharinae Senensis, 1477

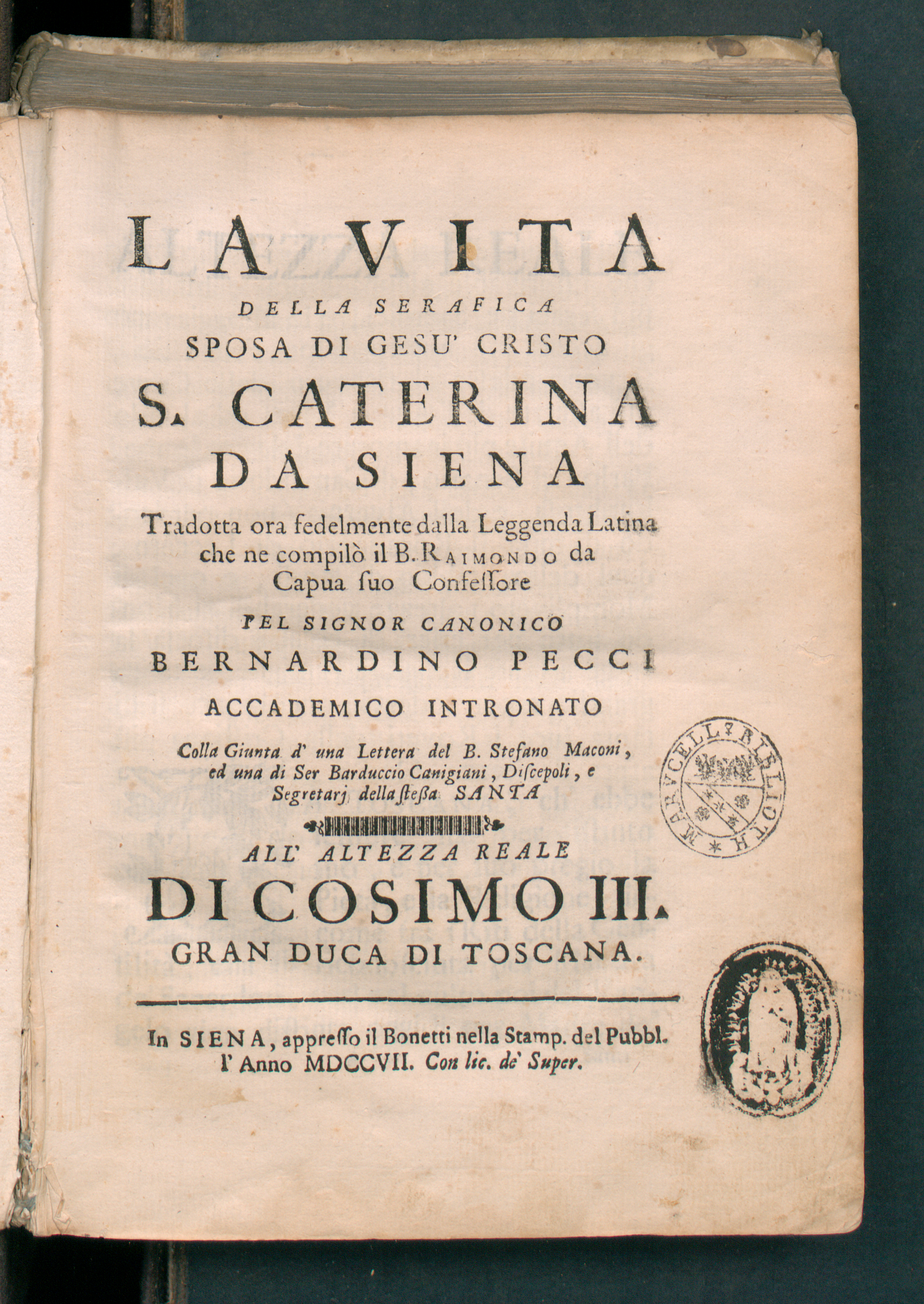
Raimondo da Capua, La vita di Santa Caterina da Siena (Legenda maior), 1707